# Skalîvatka, Vatutine
Skalîvatka (în ucraineană Скаливатка) este un sat în orașul regional Vatutine din regiunea Cerkasî, Ucraina.

## Demografie
Componența lingvistică a localității Skalîvatka
     Ucraineană (96,33%)
     Rusă (3,67%)
Conform recensământului din 2001, majoritatea populației localității Skalîvatka era vorbitoare de ucraineană (96,33%), existând în minoritate și vorbitori de rusă (3,67%).